# Bactrocera invadens
Bactrocera invadens
 es una especie de díptero que Drew, Tsuruta y White describieron por primera vez en 2005. Bactrocera invadens pertenece al género Bactrocera de la familia Tephritidae.  